# Pinchas Polonsky

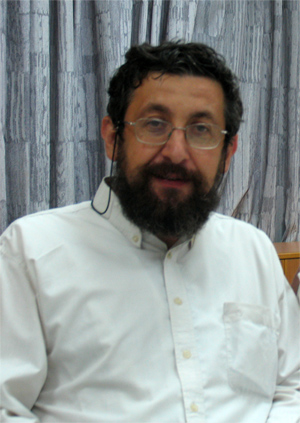
Pinchas Polonsky

Pinchas Polonsky (Полонский Пётр (Пинхас) Ефимович) (geboren 1958) ist ein russischer Religionsphilosoph, Forscher und aktiver Dozent in der russischsprachigen jüdischen Gemeinschaft. Er ist Autor einiger Bücher und Übersetzer bedeutender Werke des Judentums.
Während der Untergrund-Aktivitäten in Moskau (1977–1987) unterrichtete Polonsky Judentum und war einer der Gründer von Machanaim. Heute lebt er in Israel, ist aktiver Mitwirkender am Prozess der Modernisierung des Judentums, forscht zu den Themen der späten Arbeiten von Rav Kook. Polonsky ist Autor eines Torah-Kommentars mit dem Titel Bible Dynamics.

## Biografie
Geboren 1958 in Moskau in einer Familie säkular assimilierter Juden, besuchte er eine Schule mit Spezialisierung in Mathematik und Physik. Nach dem Schulabschluss 1975 entschied er sich, die Sowjetunion in naher Zukunft zu verlassen und nach Israel auszuwandern. Polonsky begann in einer geheimen Gruppe Hebräisch zu lernen, anschließend studierte er die Torah und das Judentum, mit der Zeit begann er die Einhaltung der Gebote.
Zwischen 1975 und 1980 studierte er Mathematik in der Moskauer Staatlichen Pädagogischen Schule.
1979 wurde Polonsky zu einem der Gründer und Aktivisten des geheimen Netzwerkes zwecks Torah-Studiums. Er war in die Vervielfältigung des Leitfadens zur Einhaltung der jüdischen Gesetze und Führung des jüdischen Lebensstils Samizdat involviert, einer Serie der Bücher zur Durchführung jüdischer Feiertage sowie der Torah-Kommentare.
Sein Antrag auf Immigration nach Israel wurde abgelehnt und Polonsky wurde sieben Jahre lang zu einem so genannten Refusenik, bis er 1987 zum Beginn der Perestroika nach Israel zog. Sein Wohnort in Israel ist seit 1991 Beit El.

## Ausbildung und akademischer Weg
1987 war Polonsky einer der Initiatoren zur Gründung einer Zweigstelle von Machanaim in Israel und blieb bis 2012 Fakultätsmitglied und Chefredakteur. Zwischen 1989 und 1990 besuchte er die Jeschiwa (Harry Fischel Institute for Talmudic Research) in Jerusalem. Von 1994 bis 1997 besuchte er die Jeschiwa Beit Morasha in Jerusalem mit Hauptfach Jüdische Philosophie. 1995–1999 besuchte er die Fakultät der jüdischen Studien an der Bar-Ilan University in Ramat Gan, wo er den Abschluss in Talmudic Studies (M.A.) erhielt. 2002 erlangte Polonsky den Doktorgrad in Religionssoziologie durch seine Thesis zu soziologischen Konzepten in den Lehren von Rabbi Kook (Sociological Concepts in R. Kook's Teachings). In der Zeit zwischen 1991 und 2012 lehrte er an der Bar-Ilan University.
Von 2012 bis 2013 ist Polonsky Senior Fellow und Assistenzprofessor an der Universität Ariel in Samarien.
Ebenfalls ist er Leiter der Russischen Abteilung des Brit Olam, einer Jeschiwa für Bnei Noah, wo R. Uri Sherki als Oberhaupt agiert.

## Serien der Gebetbücher mit Kommentaren
Diese Initiative wurde durch Polonsky ins Leben gerufen und begann in Moskau in den 1980er Jahren mit einer geheimen Ausgabe von Pessach Haggada. Die Haggada wurde gedruckt und verbreitet in einer Auflage von hunderten von Kopien in Moskau sowie in weiteren Großstädten der ehemaligen Sowjetunion. Diese Haggada war dazu gedacht, eine Anleitung zur Durchführung eines spirituellen Seder.
In Israel publizierte Polonsky zusammen mit Machanaim: einen Siddur (ein Gebetbuch) mit einer russischen Übersetzung und Kommentaren unter dem Titel „Vrata Molitvy“ (Tore des Gebetes, nicht zu verwechseln mit Reform „Gates of Prayer, the New Union Prayer Book“). Bis heute bleibt es eins der meist genutzten Gebetbücher auf Russisch (eine Transliteration ist ebenfalls verfügbar); Machzor „Tore der Reue“ für Rosch ha-Schana und Yom Kippur; Pessach Haggada mit Kommentaren; ein Buch unter dem Titel „Verpflichtungen der Lebenden“, zu den Gesetzen des Trauer und ebenfalls eine Serie der Bücher über jüdischen Feiertage, Bräuche und Einhaltung der Gebote.

## Forschung zu den Schriften von Rabbi Kook
1991 arbeitete Polonsky mit dem Kook’s Home Residence Museum in Jerusalem und bereitete eine Sammlung von Kook’s Arbeiten zur Toleranz in der Lehre („Tolerance in the Teaching of r. Kook“).
Im Laufe seiner Forschungsarbeiten zur Philosophie von Rabbi Kook und seinem Nachlass, schrieb und veröffentlichte er eine Monographie zum Leben und Werk des R. Kooks („Rav Abraham Isaac Kook. Life and Teaching“). 2009 die wichtigsten Kapitel wurden übersetzt und veröffentlicht in Englisch, und 2013 – in Hebräisch. Es wurde zum ersten Buch jüdischer Gedanken, das in Russisch und Englisch übersetzt wurde. Das Buch wurde durch bedeutende rabbinische Autoritäten im Bereich der Philosophie von R. Kook genehmigt und für die Aufnahme in das akademische Curriculum des Religiöser Zionismus empfohlen.

## Torah-Kommentare "Bible Dynamics" ("Die biblische Dynamik")
Eine Serie der Bücher als neuer Kommentar zu Torah, basierend auf den Kabbalistischen Konzepten von Rabbi I. L. Ashkenazi (Manitou) und neuen Einsichten von Rabbi Uri Sherki. Dieses Buch enthielt ebenfalls eigene neue Konzepte und Interpretationen des Autors.
Bis 2014 erschienen sechs Ausgaben: Kommentare zu den ersten beiden Büchern von Moses – Genesis and Exodus. Ein kompletter Kommentar zur Torah wird in naher Zukunft erwartet, eine englische Übersetzung ist ebenfalls geplant.

## Andere Arbeiten
2009 wurde Polonsky einer der Gründer des akademischen Wikis zu jüdischen und israelischen Themen. Das Ziel des Projektes ist die Veröffentlichung eine zur Wikipedia und anderen Quellen komplementären, aber qualitativ auf dem Niveau der akademisch verifizierten Information zum Judentum und Israel im russischsprachigen Internet.
Polonsky ist Initiator und Koordinator des Projektes zum Gedenken an die Aktivisten der jüdisch-zionistischer Untergrundbewegung in der ehemaligen Sowjetunion ("Preserving the Memory"). Er ist ebenfalls Mitbegründer der Bewegung gegen intellektuellen Antisemitismus ("Fight Against Intellectual Antisemitism" project).

## Religiöse Ansichten und Philosophie
Pinchas Polonsky schreibt sich selbst dem radikal-modernistischen Flügel des religiösen Zionismus zu, dessen Essenz die orthodoxe Modernisierung des Judentums ist, mit anderen Worten aktive Modernisierung mit strikter Einhaltung orthodoxen Judentums. Darin sieht er sich als Nachfolger von Rabbi Kook und Partner von Rabbi Uri Sherki.
Polonsky unterstützt die Integration weltlicher Ideen in die Religion um dabei eine Symbiose zu erreichen. Er sieht die Modernisierung der Religion als eine Notwendigkeit und sogar als Voraussetzung. Polonsky glaubt an die religiöse Bedeutung der Wissenschaft, Kunst, Demokratie und anderer säkularer Werte; er ist ein Befürworter der Einführung von "Wissenschaftstagen" an jüdischen Bildungseinrichtungen zwecks Demonstration einer Synergie, die durch die Kombination von Wissenschaft und Religion erreicht werden kann.
Polonsky verbreitet aktiv Ideen und Konzepte von Bnei Noah.
Des Weiteren befürwortet er den Zugang und Gebet am Tempelberg für Juden.
Ebenfalls ist er Autor des Konzeptes der drei Stadien der Ankunft des Messias ("Three Stages of the Arrival of the Messiah") entgegen dem heute durch religiösen Zionismus allgemein akzeptiertem Konzept der zwei Stadien.
Polonsky stellte auch das Konzept des religiösen Antifundamentalismus, in anderen Worten eine Opposition zum religiösen Fundamentalismus basierend auf einem Konzept der kontinuierlichen organischen Offenbarung.

## Veröffentlichungen
- Pinchas Polonsky: Religious Zionism of Rav Kook. 1st Auflage. Machanaim - Russian Jewish Edu, 2009, ISBN 978-965-91446-0-0. - opus magnum

„Religiöser Zionismus von Rabbi Kook “
- Pinchas Polonsky: Two stories of the World creation. Forefathers (Volume 1). CreateSpace Independent Publishing Platform, 2009, ISBN 978-1-4791-6102-7.

„Zwei Geschichten der Schöpfung der Welt. Vorväter (Band 1)“
- Pinchas Polonsky: Forefathers' Dynamics. Vol. 1-4. CreateSpace Independent Publishing Platform, 2012, ISBN 978-1-4637-6325-1.

„Dynamik der Vorväter (Bände 1-4)“
- Pinchas Polonsky: Two thousand years together. Jewish view on Christianity. CreateSpace Independent Publishing Platform, 2012, ISBN 978-1-4752-6760-0.

„Zwei Jahrtausende zusammen. Jüdische Sicht auf das Christentum.“
- Pinchas Polonsky: "Jewish Festivals": History and philosophy of Jewish Festivals. Machanaim - Russian Jewish Edu, 1992. - 8 books

„Jüdische Feiertage: Geschichte und Philosophie jüdischer Feiertage.“ 8 Bücher
- Pinchas Polonsky: Israel and humanity: Thoughts drawn from the Teachings of r. Kook, by rav Cherki. 1st Auflage. CreateSpace Independent Publishing Platform, 2012, ISBN 978-1-4752-6764-8.

„Israel und Menschlichkeit: Gedanken aus den Lehren von Rabbi Kook, von Rabbi Cherki.“
- Gates of Prayer, ein Gebetbuch in russischer Sprache, in neuer Übersetzung mit Kommentaren und Erläuterungen, 1994

„Tore des Gebetes.“
- Video- und Audiovorträge zu Fragestellungen des Judentums
- Kreative Audio- und Videoanleitung für Pessach-Fest (nicht unter 30 000 Kopien)